# Gorgasia hawaiiensis
Gorgasia hawaiiensis is een straalvinnige vissensoort uit de familie van de zeepalingen (Congridae). De wetenschappelijke naam van de soort is voor het eerst geldig gepubliceerd in 1980 door Randall & Chess.